# Christian Mejdahl
Christian Mejdahl, född 31 december 1939 i Tvøroyri, är en dansk politiker (Venstre). Han var folketingsledamot 1987-2007 och var Folketingets talman 2003-2007.
Christian Mejdahl föddes i Tvøroyri på Färöarna där hans far, Erik C.L. Mejdahl, var prost. Familjen flyttade sedan till Danmark och efter avslutad folkskola och efterskola 1956 utbildades Mejdahl inom lantbruket (1954-1962). Han köpte en gård 1965, som han ägde till 2000. Hans politiska karriär började 1970, då han kandiderade för Venstre till Løgstørs kommunfullmäktige. Han blev vald och kom att inneha detta mandat till 1988. Från 1974 var han kommunens borgmästare. Han lämnade denna befattning i samband med att han blev invald i Folketinget 1987. Här var han bl.a. vice ordförande av bostadsutskottet (1988-1990), ledamot i finansutskottet (1992-2003) och statsrevisor (2001-2003). Som ledamot i finansutskottet var han även representant i Danmarks Nationalbank (1998-2001). Han satt också med i den kommission som utredde möjligheterna för ökat självstyre för Grönland (2004-2007). Han var vice gruppordförande av Venstres folketingsgrupp (1990-2001) och senare även ordförande (2001-2003) samt ledamot i partistyrelsen (1990-2007). Han utsågs till Ivar Hansens efterträdare som Folketingets talman 2003. Som sådan arbetade han bland annat för en ny indelning av Danmark i valkretsar, efter att 2007 års kommunalreform trätt i kraft. I denna befattning åtnjöt han respekt från de båda politiska blocken.
Vid sidan om det politiska arbetet har Mejdahl även varit kyrkligt engagerad. Han var ledamot i Oudrups kyrkoråd (1969-1985) och i Vesthimmerlands pastorat (1978-1985).

## Utmärkelser
- Kommendör av Dannebrogorden[3]
- Kungliga Nordstjärneorden[3]
- Stara Planina-orden[3]
- Ekkronans orden[3]

[Redigera Wikidata]